# Прапор Барле-Гертога
Прапор Барле-Гертога був офіційно затверджений муніципальною радою 7 грудня 1987 року як муніципальний прапор муніципалітету Барле-Гертог в провінції Антверпен. 13 червня 1989 року він був підтверджений урядом Фландрії та остаточно опублікований 8 листопада 1989 року в офіційному бельгійському державному віснику. Опис прапора було спрощено та виправлено, але дизайн не змінено, муніципальною радою 10 травня 1992 року, затверджено урядом Фландрії 6 червня 1995 року та опубліковано в офіційному бельгійському державному віснику 15 червня. 1995.

Офіційно прапор описується так:
Синій зі святим Ремігієм (стоїть) на землі, все жовте.
Прапор повністю заснований на муніципальному гербі і тому виглядає абсолютно однаково.

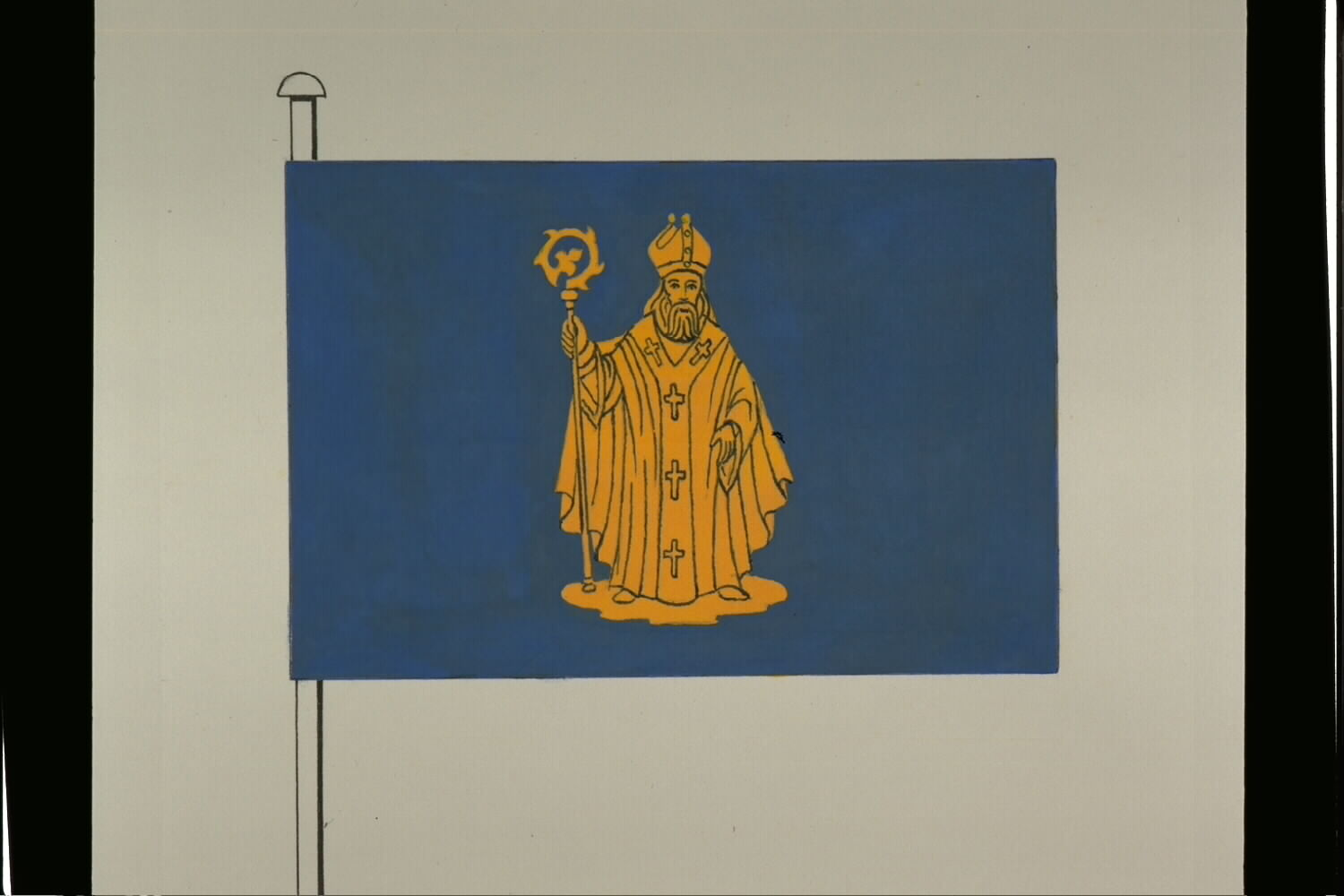
Офіційний малюнок прапора
Герб Баарле-Гертога